# Aspila albida
Aspila albida är en fjärilsart som beskrevs av Edward Alfred Cockayne 1951. Aspila albida ingår i släktet Aspila och familjen nattflyn. Inga underarter finns listade i Catalogue of Life.